# Uta Rohländer
Uta Rohländer (ur. 30 czerwca 1969 w Merseburgu) – niemiecka sprinterka, największe sukcesy odnosiła w sztafecie 4 × 400 metrów.
Podwójna złota medalistka mistrzostw Europy juniorów (bieg na 400 m & sztafeta 4 × 400 m, Birmingham 1987). W 1991 roku zdobyła pierwszy w karierze krążek lekkoatletycznych mistrzostw globu, na czempionacie w Tokio zdobyła brązowy medal w sztafecie 4 × 400 m. W tejże konkurencji zajęła 6. miejsce na igrzyskach olimpijskich w Barcelonie, jak również zdobyła brązowy medal olimpijski podczas igrzysk w Atlancie. W sztafecie 4 × 400 m otrzymała też medale mistrzostw Europy (brązowy na mistrzostwach w 1994 i złoty na mistrzostwach w 1998 roku) oraz dwa medale mistrzostw świata w 1997 i 1999 roku (odpowiednio złoty i brązowy).

## Rekordy życiowe
- bieg na 400 m – 50,33 (1998)